# Ali Rehema
Ali Hussein Rehema Al-Ka'abi (en arabe : علي حسين رحيمة الكعبي) né le 8 août 1985 à Kerbala, est un joueur de football irakien, qui joue au poste de défenseur avec l'équipe d'Irak et le club qatari d'Al-Wakrah. Il est international irakien. 

## Statistiques

### En club
| Saison      | Club      | Pays  | Championnat           | Championnat | Championnat |
| Saison      | Club      | Pays  | Division              | Matchs      | Buts        |
| ----------- | --------- | ----- | --------------------- | ----------- | ----------- |
| 2006 - 2007 | Arbil SC  | Irak  | Iraqi Premier League  | 11          | 1           |
| 2006-2007   | Al-Ahly   | Libye | Libyan Premier League | 6           | 2           |
| 2007-2008   | Al-Ahly   | Libye | Libyan Premier League | -           | -           |
| 2007-2008   | Al-Wakrah | Qatar | Qatar Stars League    | 21          | 2           |
| 2008-2009   | Al-Wakrah | Qatar | Qatar Stars League    | 24          | 0           |
| 2009-2010   | Al-Wakrah | Qatar | Qatar Stars League    | 21          | 0           |
| 2010-2011   | Al-Wakrah | Qatar | Qatar Stars League    |             |             |

## Palmarès

### En club
Avec Al-Quwa Al-Jawiya, il est Champion d'Irak en 2005.

### En sélection
Avec l'Irak, il remporte la Coupe d'Asie des nations en 2007 en battant l'Arabie saoudite en finale. 